# Voce 'e notte
Voce 'e notte è una canzone in dialetto napoletano composta nel 1903 e pubblicata nel 1904 dalle edizioni musicali Bideri. Il testo fu scritto da Edoardo Nicolardi, mentre la musica fu realizzata da Ernesto De Curtis.
Il testo del brano racconta di un uomo recatosi sotto il balcone della donna da lui amata per dichiararle il suo sentimento, sebbene lei sia già sposata ad un altro uomo, che dorme al suo fianco. Non a caso, si tratta di un componimento dal contenuto autobiografico: Nicolardi, all'età di 25 anni, si era invaghito di Anna Rossi, la quale, per volere dei genitori, era andata in sposa a Pompeo Corbara, un facoltoso commerciante settantacinquenne; e soltanto dopo la morte di quest'ultimo Nicolardi aveva potuto prendere la ragazza come moglie.

## Versioni
Imponente la versione di Mario Abbate con una orchestra sinfonica da 90 elementi per la storica casa discografica napoletana Phonotype. Tra le tante versioni di Voce 'e notte, interpretata sia dai più grandi esponenti della musica partenopea (Roberto Murolo, Lina Sastri, Massimo Ranieri, Enzo Gragnaniello, Piero Valli) ed italiana (Claudio Villa), nonché da artisti stranieri, vi è quella cantata da Peppino di Capri, nel 45 giri At Capri you'll find the fortune/Voce 'e notte, inciso nel settembre 1959, che raggiunse le prime posizioni della hit parade dei dischi più venduti in Italia. L'anno successivo la canzone fu incisa da Franco Franchi in un flexy disc allegato alla rivista Il Musichiere. Nel 2009 Sal da Vinci registra la cover per il suo album Anime napoletane. Nel 2010 il gruppo Homo Sapiens ha incisa una versione con arrangiamento personalizzato e che ripropone ad ogni concerto.